# Piroglífids
Els piroglífids (Pyroglyphidae) són una família d'àcars no paràsits. Inclou l'àcar de la pols domèstic que viu en habitatges humans, moltes espècies que viuen als caus i nius d'altres animals i algunes plagues de productes secs emmagatzemats en condicions humides.

## Etimologia
El nom de la família prové del fet que els àcars de la pols causen èczema, amb picor intensa i una erupció vermella. La condició s'ha descrit com una cremada pel foc a la pell, amb una sensació de picor "ardent", d'aquí la paraula "Pyro" a "pyroglyphidae".

## Característiques
Els àcars d'aquesta família són molt petits; la femella de l'àcar americà de la pols (Dermatophagoides farinae), per exemple, mesura unes 420 micres de llargada i 320 micres d'amplada, sent el mascle una mica més estret.

## Ecologia
Aquests àcars viuen majoritàriament als nius i caus d'animals i ocells on s'alimenten dels detritus de la pell i les plomes dels seus hostes. Necessiten un ambient humit perquè l'aire és la seva única font d'humitat. Creixen quan la humitat relativa és superior al 50%, però es dessequen i moren a nivells d'humitat relativa més baixos. Altres àcars d'aquesta família s'alimenten de productes emmagatzemats com ara gra, cereals, fruits secs, fruites seques, formatges i aliments per a mascotes, però només en condicions d'alta humitat relativa.
Els sexes estan separats en aquesta família. La femella pon dos o tres ous cada dia i aquests es desenvolupen a través de diverses etapes; larva, protonimfa, tritonimfa i adult. A 23 °C, el cicle biològic complet triga 34 dies, però la durada del cicle varia amb la temperatura i la humitat relativa. Si aquesta última és molt baixa, la protonimfa pot entrar en diapausa i sobreviure durant diversos mesos en estat de quiescència fins que les condicions milloren, després del qual es reinicia llur desenvolupament.

## Àcars de la pols domèstica
Tres espècies d'àcars de la pols domèstica es troben habitualment a les cases humanes; Dermatophagoides farinae, Dermatophagoides pteronyssinus i Euroglyphus maynei. S'alimenten de flocs de pell que es troben a la pols i solen aparèixer a les catifes, al voltant dels sofàs i cadires i als matalassos. Poden ser molt abundants als tròpics humits, però als climes temperats són més nombrosos als estius humits que als hiverns, quan la humitat relativa sol ser més baixa a les llars.
Algunes persones pateixen una reacció als al·lèrgens presents a les femtes dels àcars de la pols domèstica. Aquests poden causar dermatitis atòpica o ser inhalats donant lloc a asma o rinitis.